# レオ・ゴーソン
レオ・ゴーソン（Léo Gausson、1860年2月14日 - 1944年10月27日）は、フランスの画家である。「新印象派」のスタイルの作品や「ポスト印象派」のスタイルの作品を描いたことで知られている。

## 略歴
セーヌ＝エ＝マルヌ県のラニー＝シュル＝マルヌで生まれた。少年時代から家族の友人の版画家のウジェーヌ・フロマン(Eugène Froment:1844–1900)の工房を訪れ美術への関心を持つようになった。パリの国立高等装飾美術学校で彫刻を学ぶが、版画に転じ、さらに絵画に転じた。オワーズ県のLagnyで活動していたコンスタン・トロワイヨン(1810-1860)の弟子でスペイン出身の画家のアントニオ・コルテス(1827-1908)と知り合い、バルビゾン派の画家たちとも交流し、印象派の画家の作品にも興味を持った 。
フロマンの工房で知り合ったマクシミリアン・リュス(1858-1941)やエミール＝ギュスターヴ・キャヴァロ＝ペドゥッチ(Émile-Gustave Cavallo-Péduzzi; 1851–1917)たちと科学者、ミシェル＝ウジェーヌ・シュヴルールが出版した「色彩の同時対比の法則とこの法則に基づく配色について」などの色彩の科学的基礎を学んだ。
ジョルジュ・スーラやポール・シニャックが点描の作品を発表したあと、1886年ころからリュスらと点描の技法を実践しシュヴルールの理論を実践した。1887年から1895年の間、アンデパンダン展に出展し、エミール・ベルナールやポール・シニャック、カミーユ・ピサロ、リュシアン・ピサロといった画家と親しくなった。リュシアン・ピサロとは何人かのLagnyの画家とともに、グループ展を1889年から1895年の間に5回、開いた。
点描のスタイルから、1890年ころからはポスト印象派のポール・ゴーギャンやナビ派の影響を受けたスタイルに移っていった。ゴーソンはフィンセント・ファン・ゴッホ(1853-1890)の熱烈なファンになったとされ、1888年のアンデパンダン展に、ともに出展した後、ゴッホの作品と自らの作品の交換を望んだとされる。
アドルフ・レッテ(Adolphe Retté)やギュスターヴ・カーン(Gustave Kahn)といった象徴主義の詩人たちとも交流があり、レッテの著作に挿絵を描き、カーンはゴーソンの1896年の展示会のカタログに解説を書いた。ゴーソン自身も短編小説を執筆したが成功しなかった。
経済的な問題で、フランス植民地の役人として働くことにして、1901年からギニアで8年間赴任した。フランスに帰国後、パリで働いたが、第二次世界大戦でパリがドイツに占領されると故郷の甥の家に移り、そこで1944年に亡くなった。生涯結婚はしなかった。

## 作品

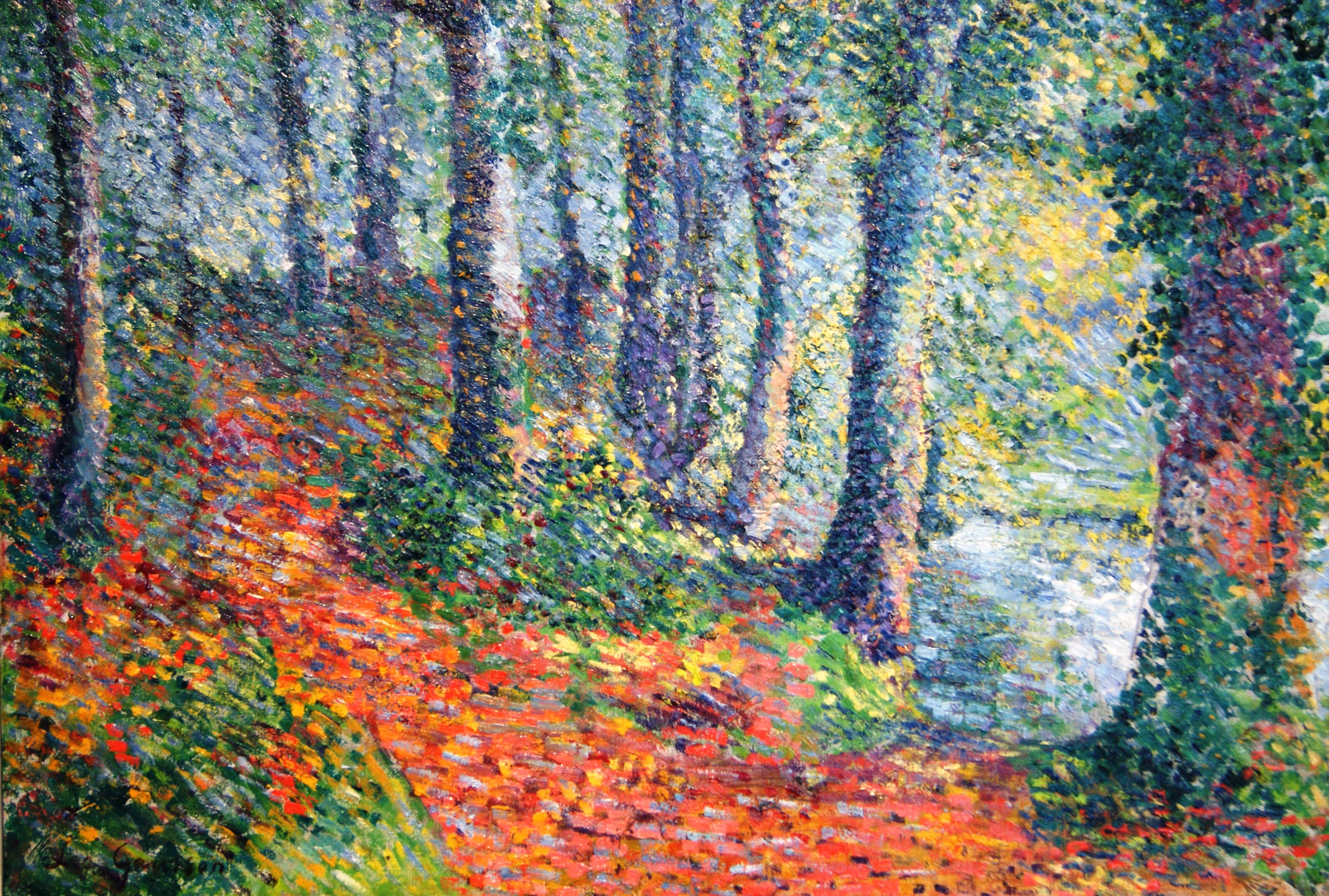
"sous bois"
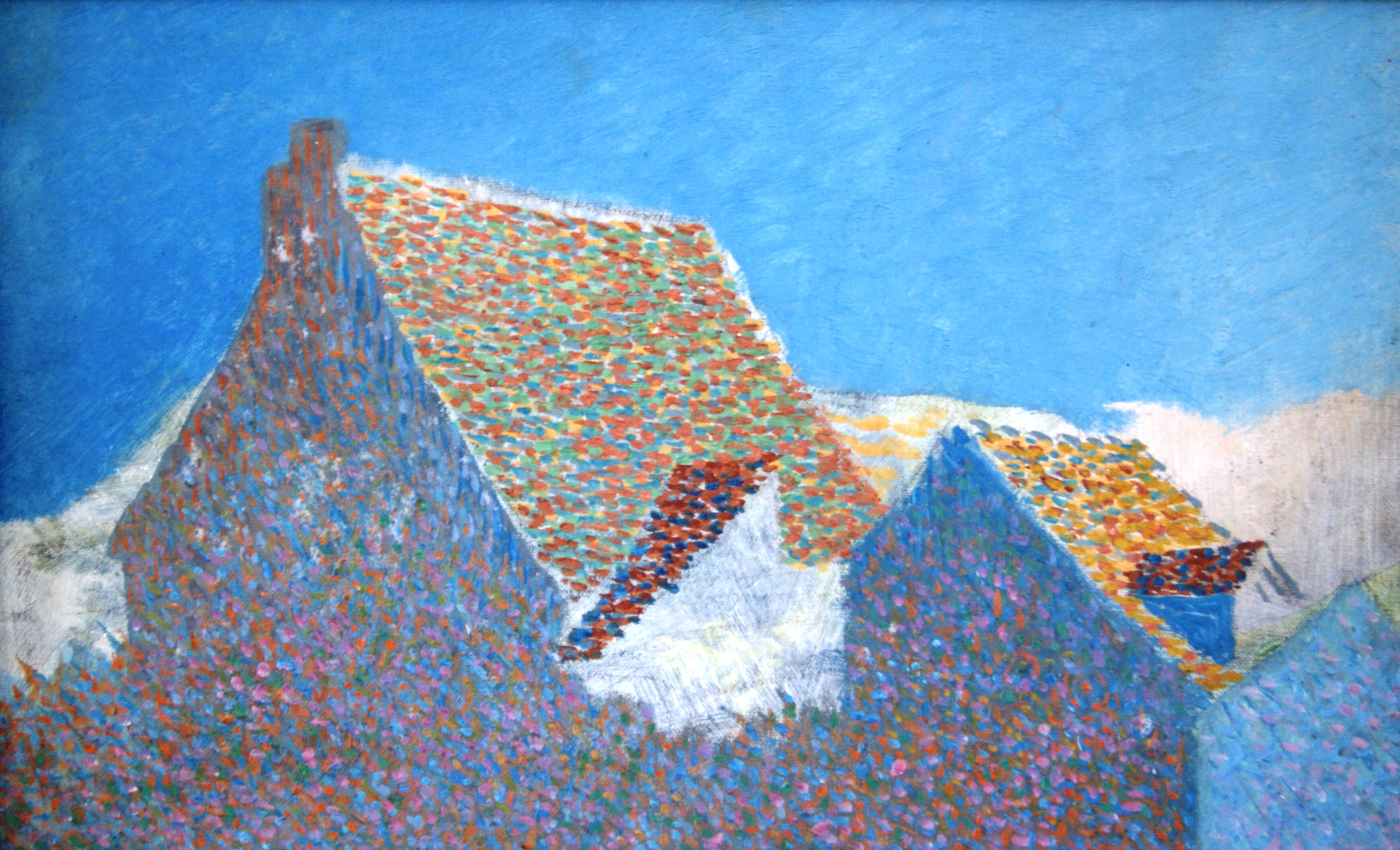
"Les toits pointillés"
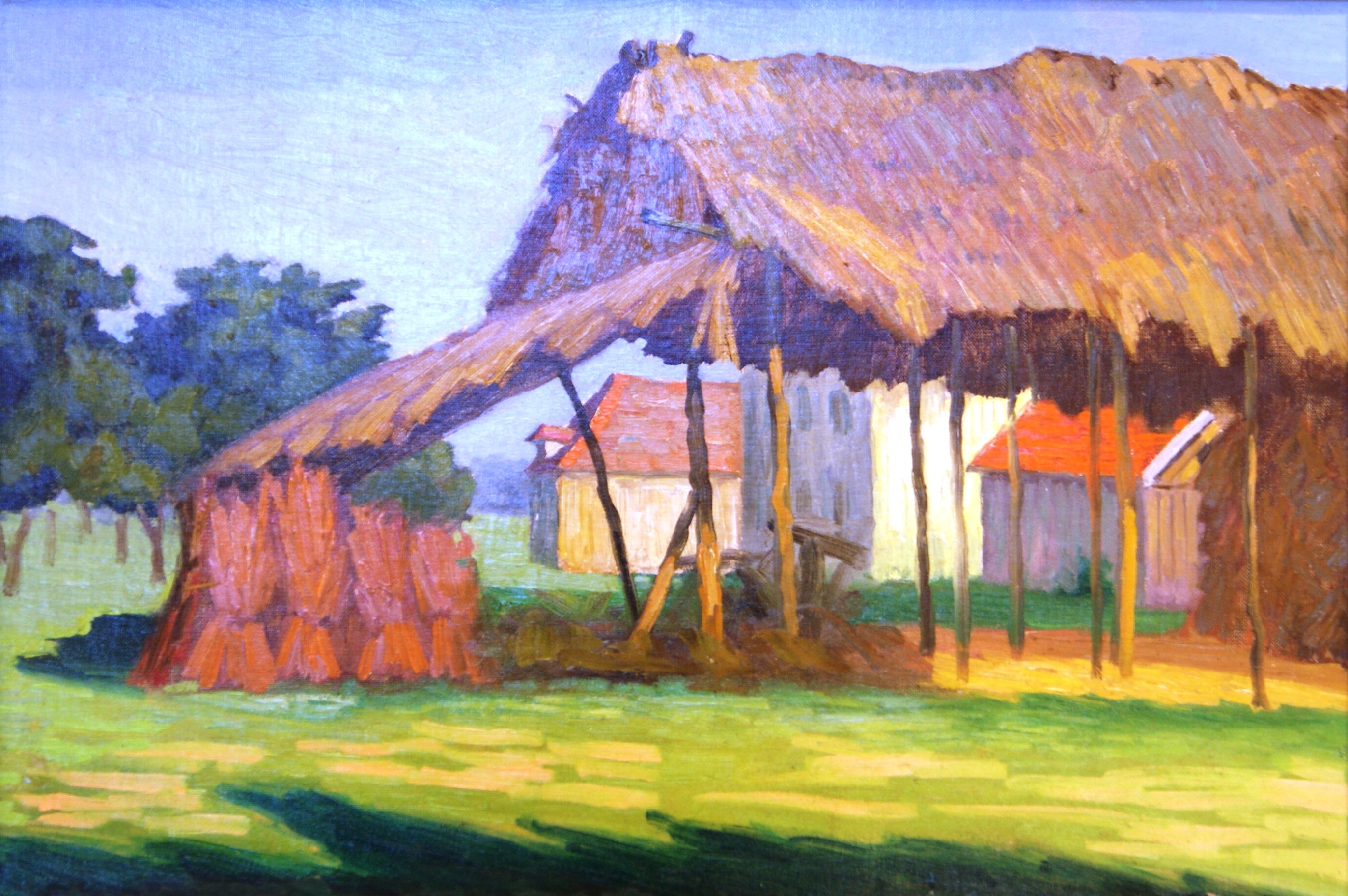
グヴェルヌの茅葺き小屋

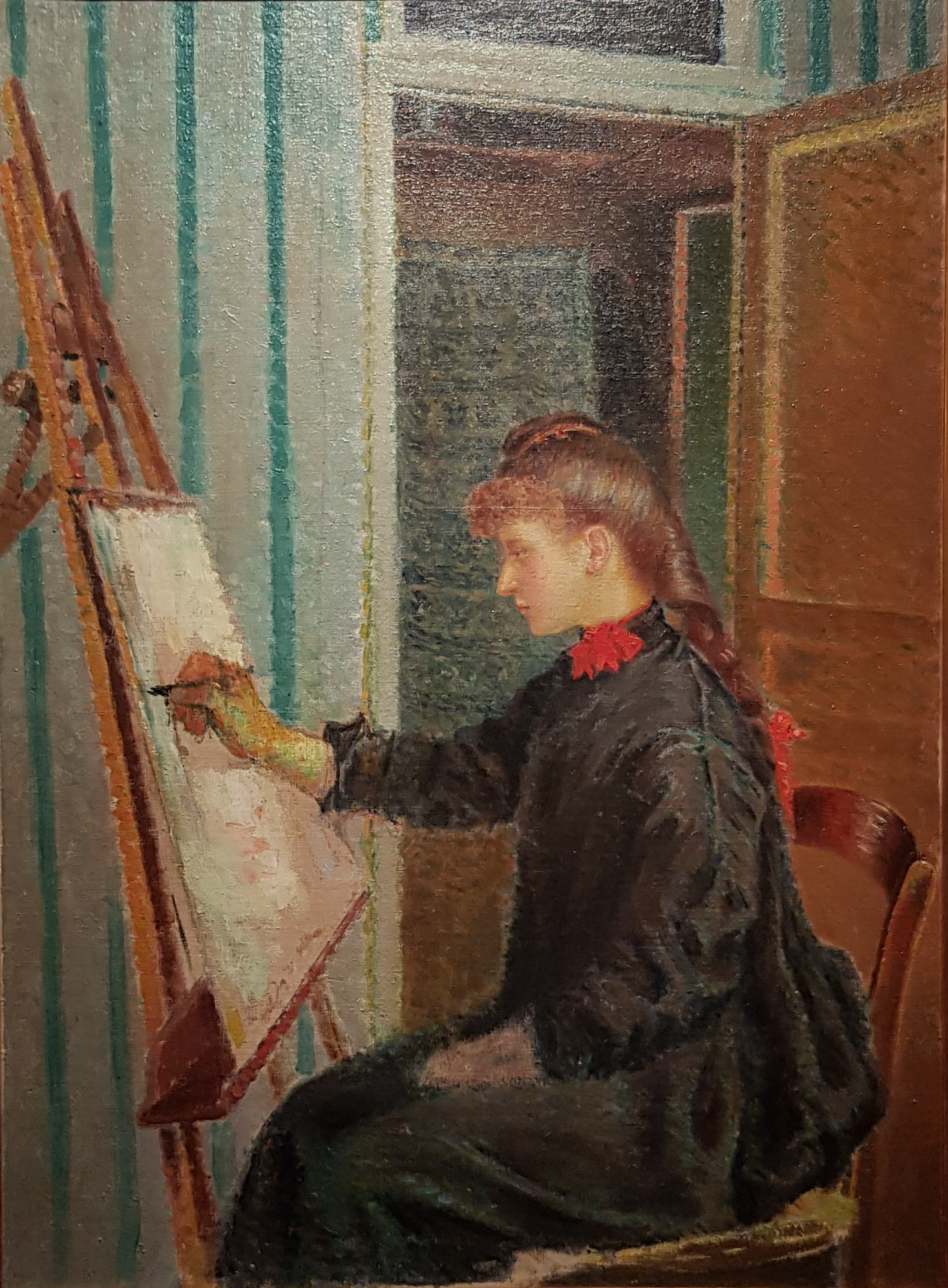
絵を描く少女 (c.1887) Musée Gatien-Bonnet
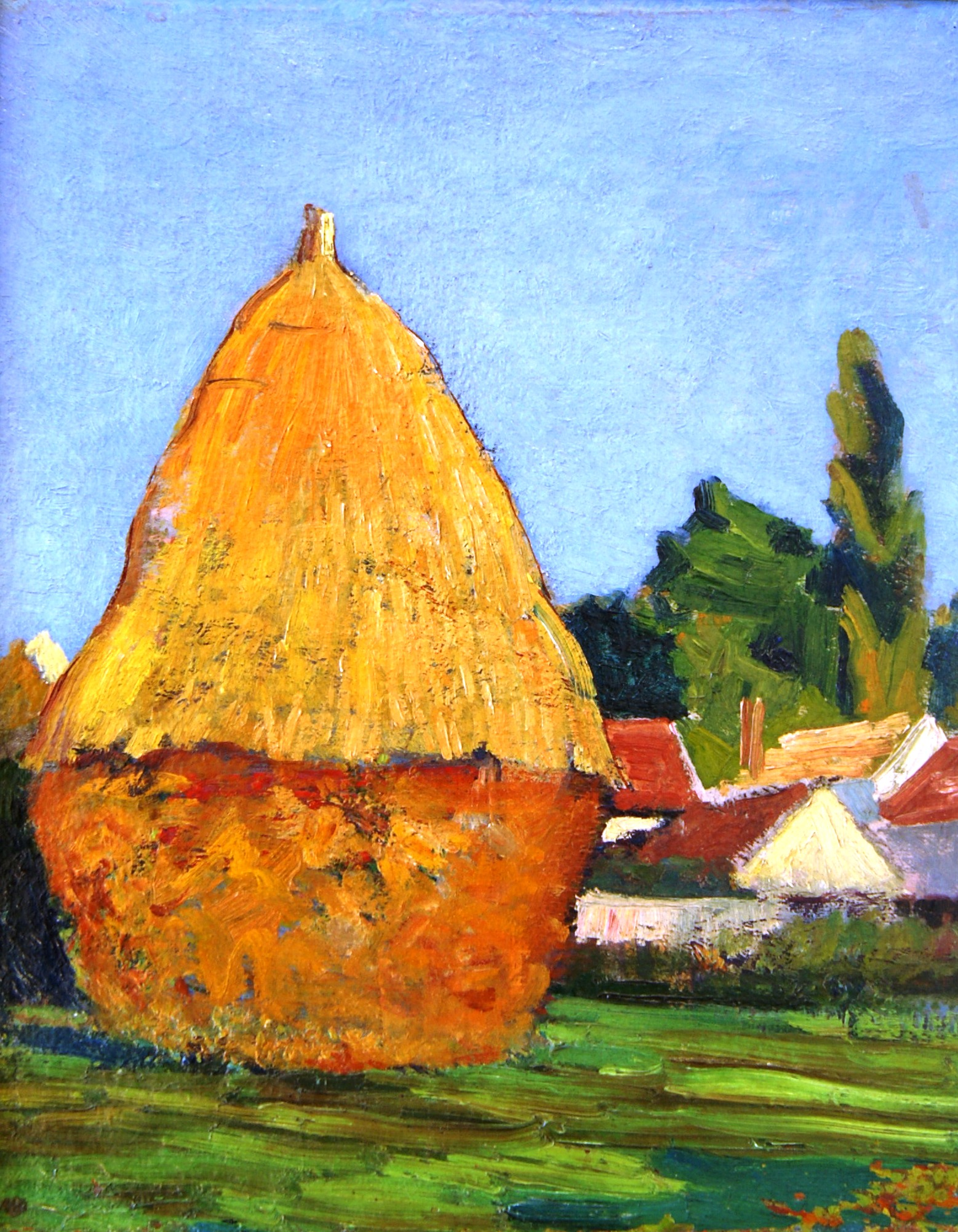
家と積み藁
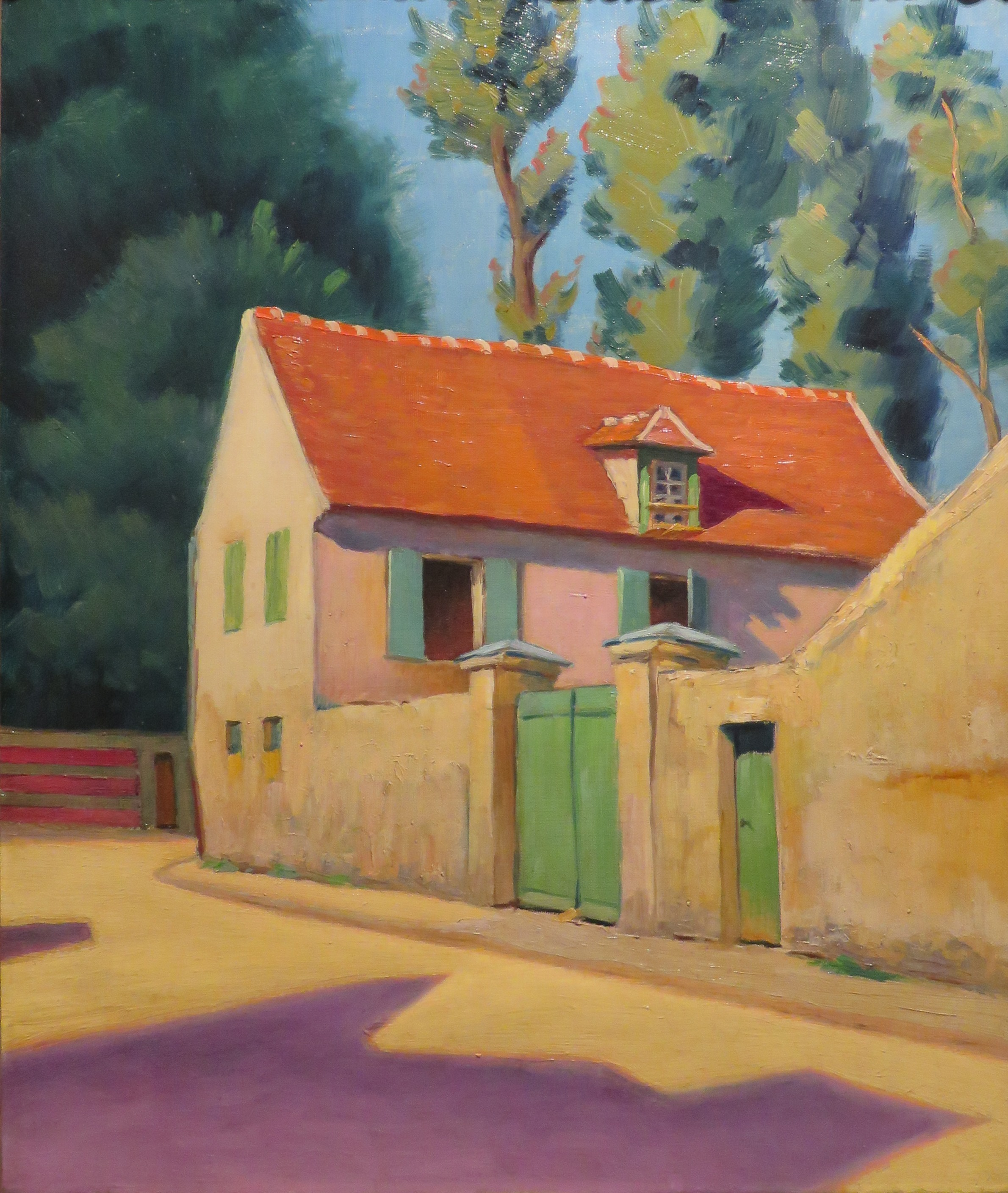
グルディンヌの庭 Musée Gatien-Bonnet
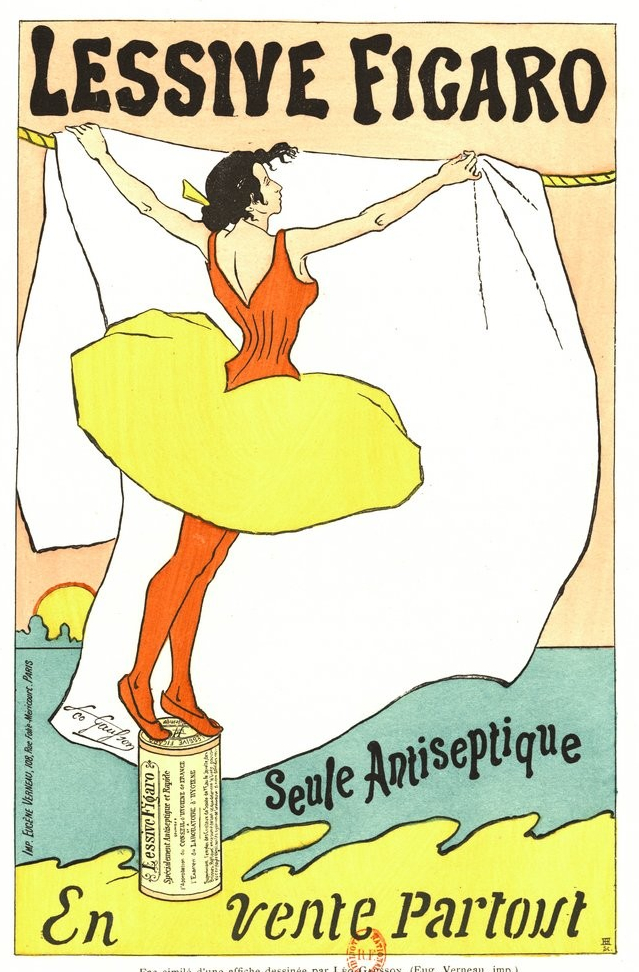
版画ポスター